# Miljenko Mumlek
Miljenko Mumlek, hrvaški nogometaš, * 21. november 1972, Varaždin.
Mumlek je igral na položaju vezista, dokler ni bil obsojen na zapor zaradi nameščanja tekem . Kasneje se je za eno sezono vrnil v nogomet kot trener Varaždina.

## Klubska kariera
Mumlek je začel kariero začel pri NK Varteks v začetku leta 1992 in se v devetdesetih letih uveljavil kot eden ključnih igralcev kluba. V sezoni 1998–99 je bil pomemben del ekipe Varteksa, ki je dosegla četrtfinale zdaj že propadlega Pokala pokalnih zmagovalcev UEFA, nastopil pa je na vseh šestih tekmah, ki jih je ekipa odigrala v tekmovanju tiste sezone, prav tako je dosegel tri zadetke na dveh tekmah proti SC Heerenveen v drugem krogu tekmovanja. Potem ko je v podaljšku povratne tekme doma v Varaždinu proti Nizozemski zmagal s skupnim izidom 5:4, se je Varteks v četrtfinalu pomeril z RCD Mallorco, povratno tekmo pa izgubil s 3:1 po remiju brez golov doma na prvi tekmi.
Poleti 1999 je Mumlek zapustil Varteks in se preselil v zagrebški Dinamo (takrat znan kot Croatia Zagreb) in za klub štirikrat nastopil v skupinskem delu UEFA Lige prvakov, tako doma kot v gosteh proti Manchester Unitedu in Olympique de Marseille. Dinamo je izpadel iz tekmovanja, potem ko je zasedel 4. mesto od 4 ekip v svoji skupini, eno točko za 3. mestom Sturm Graz. Mumlek je za Dinamo zbral le devet nastopov v prvi hrvaški ligi, januarja 2000 pa se je vrnil v Varteks in ostal v klubu do avgusta 2003, ko je prestopil k belgijskemu Standardu Liège, kar je bil edinkrat v njegovi karieri, ko je svoj klubski nogomet igral zunaj Hrvaške.
Po dveh sezonah pri belgijskem moštvu se je julija 2005 vrnil na Hrvaško in podpisal s Slaven Belupom. Junija 2007 se je že tretjič vrnil v Varteks. 
Junija 2010 je bil eden od igralcev, aretiranih pod obtožbami vpletenosti v prirejanju tekem v prvi hrvaški ligi v sezoni 2009–10. Po besedah predsednika kluba se je takrat dogovarjal za podpis enoletnega podaljšanja pogodbe z Varteksom.  V priporu je ostal do 16. julija 2010.  Hrvaška nogometna zveza mu je nato dovolila vrnitev na treninge in igranje na tekmovalnih tekmah. Ker pa mu je 30. junija 2010 potekla pogodba z Varteksom (vmes se je preimenoval v NK Varaždin), je ostal brez kluba. NK Varaždin je izjavil, da bodo počakali, da vidijo, ali bodo proti njemu uvedeni kakršni koli pravni ukrepi, preden bodo morda razmislili, da bi mu ponudili novo pogodbo. 
Mumlek je bil 13. decembra 2011 zaradi vpletenosti v prirejanje izidov obsojen na 7 mesecev zapora. 
NK Varaždin je propadel leta 2015, po ponovni ustanovitvi je leta 2018 Mumlek prevzel nov NK Varaždin, ki je igral na istem stadionu Varteks, kjer je kot igralec preživel vrsto let.

## Mednarodna kariera
Mumlek je debitiral za hrvaško reprezentanco do 21 let proti Sloveniji 17. marca 1993 v Varaždinu. Kasneje je občasno igral tudi za hrvaško reprezentanco. Skupno je zaigral 8 polnih reprezentančnih nastopov in dosegel en gol za reprezentanco, čeprav je vse svoje mednarodne nastope odigral na prijateljskih tekmah.
Za reprezentanco je debitiral 20. aprila 1994 ob porazu Hrvaške proti Slovaški s 4:1 v Bratislavi, ko je ob polčasu zamenjal Deana Računico. V svojem drugem mednarodnem nastopu, proti Izraelu v Tel Avivu 17. avgusta 1994, je dosegel zadnji gol pri zmagi Hrvaške s 4:0. Njegov tretji mednarodni nastop je prišel leta 1997 na Kirin Cupu, manjšem mednarodnem turnirju na Japonskem, kjer je nastopil kot zamenjava proti Turčiji (1–1).
Po turnirju Kirin Cup je ostal brez nastopa več kot štiri leta, razen nastopa za Hrvaško B na prijateljski tekmi proti Franciji 19. januarja 1999. Novembra 2001 je med turnejo v Južni Koreji nastopil na obeh prijateljskih tekmah Hrvaške proti Južni Koreji. Po tem je še trikrat zaigral za reprezentanco, zadnjo tekmo pa je odigral 12. februarja 2003 v remiju brez golov proti Poljski v Splitu. 

### Mednarodni goli
| Gol | Datum           | Prizorišče       | Nasprotnik | Rezultat ob zadetku | Končni rezultat | Tekmovanje         |
| --- | --------------- | ---------------- | ---------- | ------------------- | --------------- | ------------------ |
| 01  | 17. avgust 1994 | Tel Aviv, Izrael | Izrael     | 0 – 4               | 0 – 4           | Prijateljska tekma |

### Statistika
| Klubska kariera | Klubska kariera  | Klubska kariera    | Liga  | Liga    | Pokal | Pokal   | Evropa | Evropa  | Skupno v sezoni | Skupno v sezoni |
| Sezona          | Klub             | Liga               | Tekme | Zadetki | Tekme | Zadetki | Tekme  | Zadetki | Tekme           | Zadetki         |
| Hrvaška         | Hrvaška          | Hrvaška            | Liga  | Liga    | Pokal | Pokal   | Evropa | Evropa  | Skupno v sezoni | Skupno v sezoni |
| --------------- | ---------------- | ------------------ | ----- | ------- | ----- | ------- | ------ | ------- | --------------- | --------------- |
| 1992            | NK Varteks       | Prva HNL           | 18    | 2       | —     | —       | —      | —       | 18              | 2               |
| 1992–93         | NK Varteks       | Prva HNL           | 25    | 3       | 1     | 0       | —      | —       | 26              | 3               |
| 1993–94         | NK Varteks       | Prva HNL           | 28    | 6       | 6     | 2       | —      | —       | 34              | 8               |
| 1994–95         | NK Varteks       | Prva HNL           | 27    | 4       | 7     | 0       | —      | —       | 34              | 4               |
| 1995–96         | NK Varteks       | Prva HNL           | 26    | 4       | 7     | 0       | —      | —       | 33              | 4               |
| 1996–97         | NK Varteks       | Prva HNL           | 29    | 12      | 4     | 4       | 3      | 2       | 36              | 18              |
| 1997–98         | NK Varteks       | Prva HNL           | 25    | 5       | 6     | 0       | —      | —       | 31              | 5               |
| 1998–99         | NK Varteks       | Prva HNL           | 25    | 13      | 3     | 0       | 6      | 3       | 34              | 16              |
| 1999–00         | NK Varteks       | Prva HNL           | 3     | 0       | 3     | 0       | 6      | 5       | 12              | 5               |
| 1999–00         | Dinamo Zagreb    | Prva HNL           | 9     | 5       | 1     | 1       | 4      | 0       | 14              | 6               |
| 2000–01         | NK Varteks       | Prva HNL           | —     | —       | —     | —       | —      | —       | 0               | 0               |
| 2001–02         | NK Varteks       | Prva HNL           | 25    | 6       | 7     | 0       | 6      | 2       | 38              | 8               |
| 2002–03         | NK Varteks       | Prva HNL           | 23    | 5       | 3     | 2       | 4      | 2       | 30              | 9               |
| 2003–04         | NK Varteks       | Prva HNL           | 4     | 1       | —     | —       | 2      | 2       | 6               | 1               |
| Belgija         | Belgija          | Belgija            | Liga  | Liga    | Pokal | Pokal   | Evropa | Evropa  | Skupno v sezoni | Skupno v sezoni |
| 2003–04         | Standard Liège   | Belgijska Pro Liga | 24    | 2       | 1     | 0       | —      | —       | 25              | 2               |
| 2004–05         | Standard Liège   | Belgijska Pro Liga | 9     | 0       | 0     | 0       | 4      | 0       | 13              | 0               |
| Hrvaška         | Hrvaška          | Hrvaška            | Liga  | Liga    | Pokal | Pokal   | Evropa | Evropa  | Skupno v sezoni | Skupno v sezoni |
| 2005–06         | Slaven Belupo    | Prva HNL           | 19    | 7       | 4     | 2       | —      | —       | 23              | 9               |
| 2006–07         | Slaven Belupo    | Prva HNL           | 29    | 6       | 7     | 4       | —      | —       | 36              | 10              |
| 2007–08         | NK Varteks       | Prva HNL           | 25    | 9       | 3     | 2       | —      | —       | 28              | 11              |
| 2008–09         | NK Varteks       | Prva HNL           | 29    | 7       | 2     | 1       | —      | —       | 31              | 8               |
| 2009–10         | NK Varteks       | Prva HNL           | 29    | 11      | 6     | 2       | —      | —       | 35              | 13              |
| Skupno          | Hrvaška          | Hrvaška            | 398   | 106     | 68    | 20      | 33     | 16      | 499             | 142             |
| Skupno          | Belgija          | Belgija            | 33    | 2       | 1     | 0       | 4      | 0       | 38              | 2               |
| Skupno          | Skupno v karieri | Skupno v karieri   | 431   | 108     | 69    | 20      | 37     | 16      | 537             | 144             |

## Trofeje

### Dinamo Zagreb
- Prva HNL : 1999–00 [8]

Posameznik
- Nagrada rumene majice SN : 1999